# Zazaistan
Zazaistan és el nom donat pels zazes als territoris que habiten, a la Turquia oriental. El seu centre és Dersim (Tunceli) i al nord arriba fins a Erzincan. A la província de Dersim hi són majoria, però a les altres on viuen no arriben en cap cas al 50% excepte quan es compten junt amb els turcs alevis i els Zazes.
Tot i que han aparegut als darrers anys propostes de bandera nacional, l'única que per ara pot representar a aquesta nació és la històrica adoptada a la rebel·lió de 1921, vermella amb una "Z" estilitzada blanca al mig (aquesta Z és usada sovint als vestits nacionals)